# O'Brien Schofield
Pour les articles homonymes, voir Schofield (homonymie).
(en) Statistiques sur pro-football-reference
Alacce O'Brien Schofield (né le 3 avril 1987 à Great Lakes) est un joueur américain de football américain.

## Famille
Le frère cadet d'O'Brien, Admiral, est joueur de basket-ball. L'oncle d'O'Brien, Andre Carter, a joué comme safety à l'université de Clemson. Il est le cousin de Vonnie Holliday (en) et Bobby Engram (en) qui ont joué en NFL.

## Lycée
Il fait ses études à la North Chicago Community High School et se distingue parmi les joueurs de l'État en football américain mais aussi en basket-ball. En 2002, il joue comme wide receiver pour changer la saison suivante de poste, optant pour celui de defensive end. Pour sa dernière saison au lycée, il occupe les postes de defensive end, linebacker, wide receiver, fullback, placekicker, kick returner et punt returner. Il est placé par le site de recrutement Scout.com cinquante-cinquième meilleur linebacker du pays au niveau lycéen.

## Carrière

### Université
En 2005 et 2006, il n'affiche aucune statistique avec les Badgers, jouant très peu. En 2007, il effectue son premier tacle contre les Bulldogs de The Citadel (en) le 15 septembre. En 2009, il est nommé dans l'équipe de la saison pour la conférence Big Ten par les entraineurs et les médias. La saison 2009 est sa dernière avec les Badgers et son dernier match est lors du Champs Sports Bowl 2009, saison durant laquelle il est nommé meilleur jouer défensif de la semaine pour la conférence Big Ten le 4 octobre 2009. Il est parmi les derniers retenus pour le Chuck Bednarik Award mais ne le remporte pas.

### Professionnelle

#### Draft 2010
O'Brien Schofield est sélectionné au quatrième tour de la draft 2010 de la NFL par les Cardinals de l'Arizona au 130e choix. Beaucoup de journalistes disent que la blessure de Schofield (provoquée après les derniers matchs de la saison 2009) l'a empêché d'être sélectionné au premier tour. Les Cardinals choisissent de mettre Schofield au poste d'outside linebacker, poste où les Cardinals comptent déjà Joey Porter et Will Davis (en). Le 27 juillet 2010, il signe un contrat de quatre ans avec les Cardinals. Il est placé le 31 août dans l'équipe réserve.
Il fait ses débuts en NFL le 31 octobre lors du huitième match de la saison contre les Buccaneers de Tampa Bay. La semaine suivante contre les Vikings du Minnesota, il provoque un fumble. Schofield fait son premier sack le 25 décembre 2010 contre les Dolphins de Miami en plaquant Stephen McGee (en), ce qui provoque une perte de onze yards pour les Dolphins dans un match où l'Arizona gagne 27-26. Lors du dernier match de la saison, il plaque Alex Smith, quarterback des 49ers de San Francisco, provoquant une perte de cinq yards.
En 2013, il signe avec les Seahawks de Seattle et remporte le Super Bowl XLVIII.